# Unterseeboot 295
L'Unterseeboot 295 (ou U-295) est un sous-marin allemand (U-Boot) de type VII.C/41 utilisé par la Kriegsmarine (marine de guerre allemande) pendant la Seconde Guerre mondiale.

## Historique
Mis en service le 20 octobre 1943, l'Unterseeboot 295 reçoit sa formation de base à Danzig en Pologne au sein de la 8. Unterseebootsflottille jusqu'au 31 juillet 1944, puis il rejoint sa formation de combat au sein de la 11. Unterseebootsflottille à la base sous-marine de Brest. Le 1er octobre 1944, il rejoint la 13. Unterseebootsflottille à Bergen en Norvège, puis, à partir du 1er avril 1945 la 14. Unterseebootsflottille à Drontheim.
L'U-295 effectue six patrouilles, toutes sous les ordres de l'Oberleutnant zur See, puis du Kapitänleutnant Günter Wieboldt, dans lesquelles il endommage un navire de guerre ennemi de 1 150 tonneaux au cours de ses 111 jours en mer.
En préparation de sa première patrouille, l'U-295 quitte le port de Kiel sous les ordres de l'Oberleutnant zur See Günter Wieboldt le 21 mai 1944 et rejoint Egersund, cinq jours plus tard, le 25 mai 1944.
Il réalise sa première patrouille en quittant Egersund le 13 juillet 1944. Cinq jours plus tard, il arrive à Bergen le 17 juillet 1944.
Le 1er janvier 1945, l'Oberleutnant zur See Günter Wieboldt est promu au grade de Kapitänleutnant.
Pour sa sixième patrouille, le sous-marin appareille du port de Narvik le 15 avril 1945 pour y revenir 23 jours plus tard le 7 mai 1945.
L'Allemagne nazie capitule le 8 mai 1945. L'U-295 est capturé à Narvik le 9 mai 1945. 

Le 12 mai 1945, il quitte Narvik pour rejoindre le lendemain le port de Skjomenfjord.
Les U-Boote qui se trouvent dans la région de Narvik à la fin de la guerre sont tous convoyés vers Skjomenfjord sur les ordres alliés pour éviter les conflits avec les Norvégiens le 12 mai. Le 15 mai, un convoi allemand de cinq navires (le fleet tender Grille avec le personnel du Führer der U-Boote (en) (FdU) norvégien à bord, le navire ravitailleur Kärnten, le navire de réparation Kamerun et les navires d'intendance Huascaran et Stella Polaris) et quinze U-Boote (U-278, U-294, U-295, U-312, U-313, U-318, U-363, U-427, U-481, U-668, U-716, U-968, U-992, U-997 et U-1165) appareille pour Trondheim ; il est intercepté après deux jours par le 9e groupe d'escorte au large des côtes norvégiennes et capitule. Alors que les navires se rendent à Trondheim, les U-Boote sont escortés vers Loch Eriboll en Écosse, et arrivent le 19 mai. Tous les sous-marins sont transférés soit à Lisahally soit au Loch Ryan pour l'opération alliée de destruction massive d'U-Boote (Deadlight).
L'U-295 est coulé le 17 décembre 1945 à la position géographique de 56° 14′ N, 10° 37′ O.

## Affectations successives
- 8. Unterseebootsflottille à Danzig du 20 octobre 1943 au 31 juillet 1944 (entrainement)
- 11. Unterseebootsflottille à Brest du 1er août au 30 septembre 1944 (service actif)
- 13. Unterseebootsflottille à Bergen du 1er octobre 1944 au 31 mars 1945 (entrainement)
- 14. Unterseebootsflottille à Drontheim du 1er avril au 8 mai 1945 (service actif)

## Commandement
- Oberleutnant zur See, puis Kapitänleutnant Günter Wieboldt du 20 octobre 1943 au 19 mai 1945

## Patrouilles
|       | Commandant            | Départ            | Départ       | Arrivée           | Arrivée                        | Jours     | Succès  |
| ----- | --------------------- | ----------------- | ------------ | ----------------- | ------------------------------ | --------- | ------- |
|       | Oblt. Günter Wieboldt | 10 juin 1944      | Kiel         | 13 juin 1944      | Egersund                       | 4 jours   |         |
| 1     | Oblt. Günter Wieboldt | 13 juillet 1944   | Egersund     | 17 juillet 1944   | Bergen                         | 5 jours   |         |
|       | Oblt. Günter Wieboldt | 28 juillet 1944   | Bergen       | 29 juillet 1944   | Kristiansand                   | 2 jours   |         |
|       | Oblt. Günter Wieboldt | 12 septembre 1944 | Kristiansand | 14 septembre 1944 | Stavanger                      | 3 jours   |         |
|       | Oblt. Günter Wieboldt | 1er octobre 1944  | Stavanger    | 5 octobre 1944    | Trondheim                      | 5 jours   |         |
| 2     | Oblt. Günter Wieboldt | 6 octobre 1944    | Trondheim    | 9 novembre 1944   | Harstad                        | 35 jours  | 1 150   |
| 3     | Oblt. Günter Wieboldt | 18 novembre 1944  | Harstad      | 18 décembre 1944  | Harstad                        | 31 jours  |         |
| 4     | Kapt. Günter Wieboldt | 7 janvier 1945    | Harstad      | 10 janvier 1945   | Narvik                         | 4 jours   |         |
| 5     | Kapt. Günter Wieboldt | 16 janvier 1945   | Narvik       | 28 janvier 1945   | Narvik                         | 13 jours  |         |
| 6     | Kapt. Günter Wieboldt | 15 avril 1945     | Narvik       | 7 mai 1945        | Narvik                         | 23 jours  |         |
|       | Kapt. Günter Wieboldt | 12 mai 1945       | Narvik       | 12 mai 1945       | Skjomenfjord                   | 1 jour    |         |
|       | Kapt. Günter Wieboldt | 15 mai 1945       | Skjomenfjord | 19 mai 1945       | Loch Eriboll (Royaume-Uni\|UK) | 5 jours   |         |
| Total | Total                 | Total             | Total        | Total             | Total                          | 131 jours | 1 150 t |

Note : Oblt. = Oberleutnant zur See - Kapt. Kapitänleutnant

### OpérationsWolfpack
L'U-295 a opéré avec les Wolfpacks (meute de loups) durant sa carrière opérationnelle.
1. Panther (21 octobre 1944 - 6 novembre 1944)
2. Stier (21 novembre 1944 - 16 décembre 1944)
3. Faust (16 avril 1945 - 1er mai 1945)

## Navires coulés
L'Unterseeboot 295 a endommagé un navire de guerre ennemi de 1 150 tonneaux au cours des 6 patrouilles (111 jours en mer) qu'il effectua.
| Date            | Nom              | Nationalité | Tonnage (GRT) | Convoi | Fait      |
| --------------- | ---------------- | ----------- | ------------- | ------ | --------- |
| 2 novembre 1944 | HMS Mounsey (en) | UK          | 1 150         | RA-61  | Endommagé |

### Source et bibliographie
- (en) Cet article est partiellement ou en totalité issu de l’article de Wikipédia en anglais intitulé « German submarine U-295 » (voir la liste des auteurs).
- Chris Bishop, historien militaire (trad. de l'anglais par Christian Muguet), Les sous-marins de la Kriegsmarine : 1939-1945 : le guide d'identification des sous-marins [« The spellmount submarine identification guide : Kriegsmarine U-boats 1939-1945 »], Paris, Éd. de Lodi, 2008, 192 p. (ISBN 978-2-84690-327-1, OCLC 470721805, BNF 41298980)